# Marquês de Alorna

Brasão da família Almeida-Portugal, Condes de Assumar e Marqueses de Alorna.

Brasão da família Mascarenhas, Marqueses de Fronteira, que vieram a herdar a casa de Alorna.

Marquês de Alorna foi um título criado por D. João V de Portugal, por carta de 9 de Novembro de 1748, a favor de D. Pedro Miguel de Almeida, 3.º conde de Assumar e, desde 1748, marquês de Castelo Novo. Enquanto este último título foi concedido em vida, o de marquês de Alorna é de juro e herdade. D. Pedro Miguel era um afamado nobre e militar, quando jovem, como Governador da Capitania de São Paulo e Minas do Ouro, no Brasil, e, mais tarde, um próspero vice-rei e governador da Índia.
Durante muito tempo o título de conde de Assumar, de juro e herdade, foi usado pelo herdeiro presuntivo dos marqueses de Alorna.

## Lista dos marqueses de Alorna
1. D. Pedro Miguel de Almeida (1688–1756) – 3.º conde de Assumar e 1.º marquês de Castelo Novo.
2. D. João de Almeida Portugal (1726–1802) – 4.º conde de Assumar, marido de uma das escassas descendentes da família Távora, embora não conservasse nenhum título nobiliárquico.
3. D. Pedro José de Almeida Portugal (1754–1813) – 6.º conde de Assumar, falecido na Prússia.
4. D. Leonor de Almeida Portugal (1750–1839) – 9.ª condessa de Assumar, um dos maiores vultos da literatura portuguesa conhecida como Alcipe, e a mais famosa detentora do título, irmã do predecessor (sucedeu nos títulos devido aos dois filhos do seu irmão, respectivamente os 6.º e 7.º condes de Assumar, não terem sobrevivido ao pai).
5. D. Leonor Benedita Maria de Oyenhausen de Almeida (1779–1850) – 10.ª condessa de Assumar, casou-se com D. João de Mascarenhas Barreto, 6.º marquês de Fronteira, 7.º conde da Torre e 7.º conde de Coculim, unindo assim as casas de Alorna e de Fronteira.
6. D. Maria de Mascarenhas Barreto (1822–1914) – 8.ª marquesa de Fronteira e 9.ª condessa da Torre, neta da predecessora (filha de D. José de Mascarenhas Barreto, 7.º marquês de Fronteira, 10.º conde de Assumar, 8.º conde da Torre e 8.º conde de Coculim).
7. D. José Maria Mascarenhas (1856–1930)
8. D. José Maria Mascarenhas (1882–1944)
9. D. Fernando José Fernandes Costa Mascarenhas (1945–2014)
10. D. José Maria Pinto Basto Mascarenhas (1945–2020)
11. D. António Maria Infante da Câmara Mascarenhas (n. 1985)

Após a proclamação da República e o fim do sistema nobiliárquico, foram pretendentes ao título D. José Maria Mascarenhas (1856–1930), D. José Maria Mascarenhas (1882–1944), D. Fernando José Fernandes Costa Mascarenhas (1945–2014), D. José Maria Pinto Basto Mascarenhas (1945–2020) e D. António Maria Infante da Câmara Mascarenhas (n. 1985).

## Ligações Externas
Marqueses de Alorna - Aristocracia Portuguesa
- Poezias da Ex.ma Senhora D. Leonôr de Almeida e Lorena, 1745-1818, na Biblioteca Nacional de Portugal
- Obras poeticas de D. Leonor d'Almeida Portugal Lorena e Lencastre, Lisboa, 1844, na Biblioteca Nacional de Portugal